# Queis (Adelsgeschlecht)

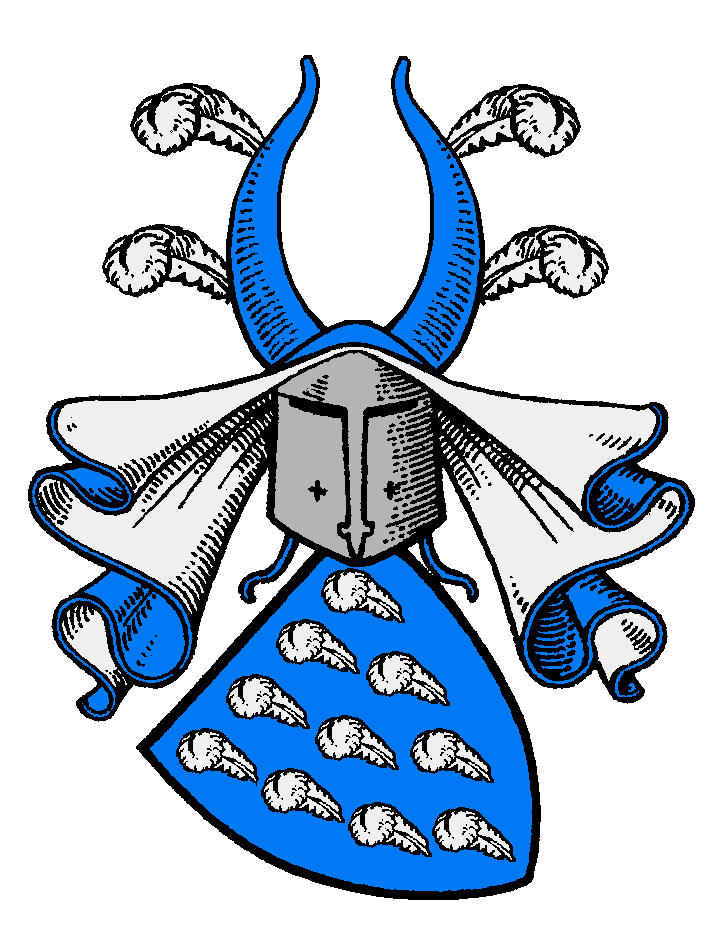
Wappen der Familie v. Queis, geführt in Ostpreußen

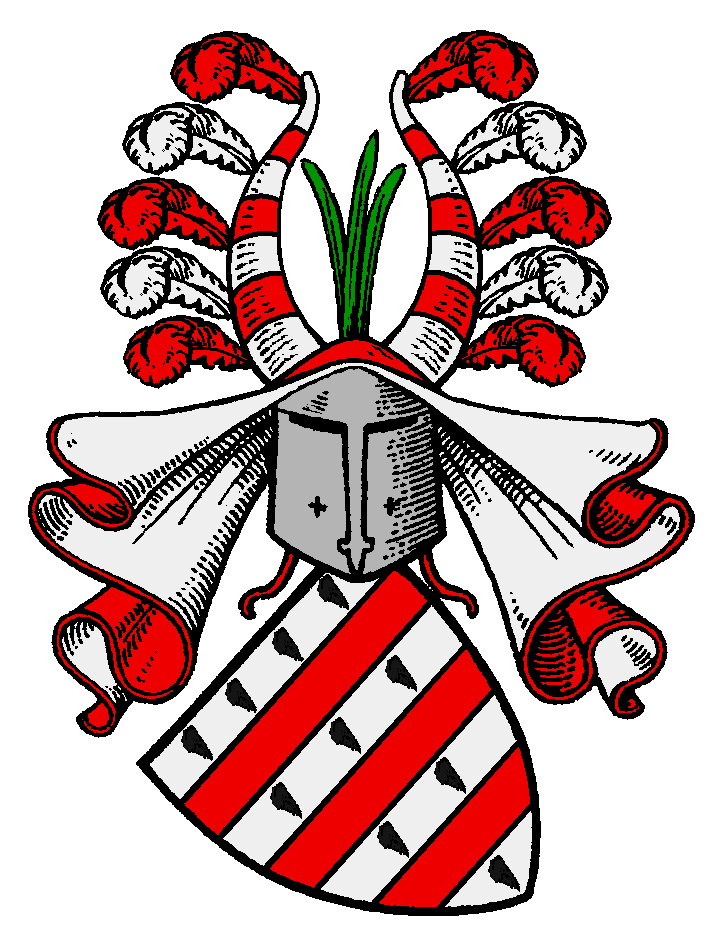
Wappen der Familie v. Queis, geführt in den Herrschaften Beeskow und Storkow

Queis, andere Schreibweisen Queiss, Queiß oder Queist (in älteren Urkunden auch Queys, Quys, Queitz u. a.) ist der Name eines Adelsgeschlechts, das seit dem 14. Jahrhundert in der Markgrafschaft Lausitz (besonders in den Herrschaften Beeskow und Storkow), bei Luckau, in Cottbus sowie bei Dahme/Mark (damals Erzstift Magdeburg) und auch in Ostpreußen auftrat.
Heinrich v. Queis war 1528 der Auslöser für den spektakulären Überfall des Nickel v. Minckwitz auf den damaligen Bischof von Lebus Georg von Blumenthal und die Stadt Fürstenwalde/Spree, der damals deutschlandweites Aufsehen erregte.

## Geschichte
Die Queis dürften aus dem gleichnamigen Dorf Queis (heute ein Ortsteil der Stadt Landsberg) im Saalekreis in Sachsen-Anhalt gestammt haben. Ein Zusammenhang mit dem Fluss Queis in Schlesien besteht sicher nicht.
1319 zog ein Söldnerführer namens Queis gegen einen litauischen Hauptmann zu Felde, seine Herkunft ist aber nicht bekannt. Die erste urkundliche Nennung der Familie Queis in der Herrschaft Beeskow stammt von 1372 als Dyprand Quys Zeuge bei der Verpfändung der Einnahmen aus der Stadt Beeskow durch die damaligen Besitzer der Herrschaft Beeskow die Herren von Strele und die Herren von Torgau an das Kloster Neuzelle war. Dieser Dyprand wird noch in zwei weiteren Urkunden der Jahre 1373 und 1377 genannt. hier allerdings Duprand geschrieben. 1388 war ein Frytcze Quys Zeuge bei einer Schuldverschreibung des Hans und Ulrich von Bieberstein an die Brüder v. Knobelsdorf und Dietrich v. Löben. Hannos Queys hatte im Krieg des Deutschen Ordens gegen Polen-Litauen 1410 als Söldnerführer gedient und kam wegen nicht geleisteter Soldforderungen in Konflikt mit dem Orden. 1455 stand Heinrich Queitz im Dienste des Deutschen Ordens, und 1488 sind die Brüder Christoph, Nickel, Titzbrandt und Bernhardt Queiß urkundlich als Söldner des Ordens belegt.

## Besitzungen

### Gut (Groß) Schauen
Das Gut Groß Schauen mit Klein Schauen, in frühen Urkunden nur Gut Schauen genannt, gehörte wahrscheinlich schon vor 1376 der Familie v. Queis. Sie konnten diesen Besitz bis nachweislich 1490 behaupten. 1506 erschienen in Groß Schauen die v. Quast. Wann das Gut nun genau den Besitzer wechselte, ist nicht bekannt. Im Laufe dieser Zeit konnten die v. Queis verschiedene Besitzanteile in der näheren Umgebung erwerben oder mussten sie wieder verkaufen. Kombiniert mit dem Gut Groß Schauen war von 1376 bis 1464 Dahmsdorf (Gem. Reichenwalde), 1444 bzw. 1451 mit Ausnahme des Kirchlehns bzw. der Pfarrkirche und des Besitzes des Pfarrers. 1488 ging Dahmsdorf in den Besitz der v. Retzow über. Weiter gehörte zum Gut Groß Schauen der Ort Groß Eichholz (Ortsteil von Storkow (Mark)) mit Hebungen von 6 Bauern und 1489 über die Hohe und Niedere Gerichtsbarkeit. 1509 ist dieser Besitzanteil an die v. Kanitz übergegangen. Das Dorf Wendisch Rietz (Lkr. Oder-Spree), mit Ausnahme der Mühle gehörte den Queis auf Groß Schauen von 1376 bis nach 1464. Ebenfalls zum Gut Groß Schauen gehörig war der Ort Werder/Spree (heute ein Ortsteil der Gemeinde Tauche), der den Queis von 1376 bis nach 1416 gehörte.
In Bugk (Ortsteil der Stadt Storkow (Mark)) war von 1416 bis 1489 die dortige Wassermühle, etwas nördlich des Ortskerns am Wuchseefließ zwischen Großen Wucksee und Bugker See gelegen, im Besitz der Queis auf Groß Schauen. Die Mühle bei Bugk wurde vor 1509 von den v. Kanitz erworben.

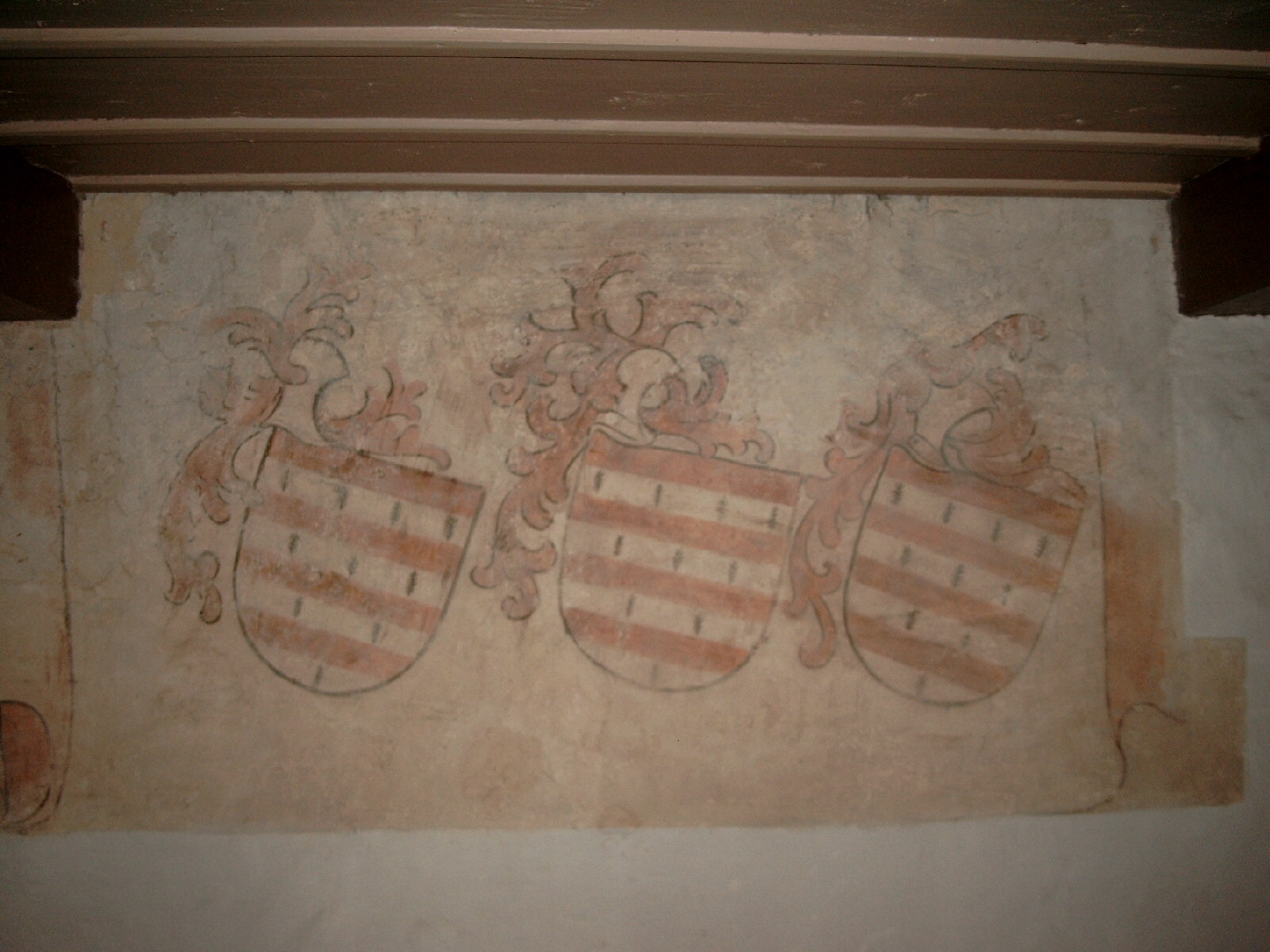
Wappen der v. Queis unter der Nordempore der Kirche von Görsdorf b. Storkow

1416 hatten die v. Queis auf Groß Schauen das halbe Dorf Görsdorf b. Storkow inne, so auch 1436 und 1463. Um diese Zeit entstanden auch die Wandmalereien in der Kirche von Görsdorf, unter der Nordempore drei Wappen der v. Queis. Die andere Hälfte des Dorfes gehörte den v. Löschebrand. 1494 konnten die v. Queis die Hälfte der v. Löschebrand erwerben und errichteten hier einen Wohnsitz (siehe Gut Görsdorf b. Storkow).
In Reichenwalde gehörte den v. Queis zu Groß Schauen 1416 und 1424 4 Hufen.
1448 besaßen die Queis auf Groß Schauen, das Lehngut in Ahrensdorf (heute ein Ortsteil der Gemeinde Rietz-Neuendorf). Wie lange sie das Gut besaßen, ist nicht bekannt. 1519 ist dieses Lehngut im Besitz der Seifertitz.
1448 gehörte das Gericht und das Lehngut in Wulfersdorf der Familie v. Queis auf Groß Schauen.
1418 gehörte das Gut Groß Schauen dem Nickel Qwyz. 1425 saß ein Dyprand Qwyes in Schauwen (Groß Schauen); er war sicher ein Nachkomme des 1372 genannten Dyprand. 1464 saß wieder ein Nickel Qweis zu Schawen. 1485 mussten der brandenburgische Kurfürst Johann und der Bischof Joachim von Brandenburg einen Erbschaftsstreit zwischen der Geschwistern Christoff, Nickel, und Bernd Queis und Anne, Agnes und Hedwig ihren Schwestern, auf Groß Schauen sowie Paul und Heinrich Luckau (Luckow) und Hans Bernfeld zu Collen, Margarethe, die Ehefrau Michael Hildebrands von Dresden, Hewig, der Ehefrau Georg Zichows zu Beskow, Dorothea, der Ehefrau von Heinz Peschel zu Guben, Anna, der Ehefrau von Balzer Hochaus zu Düben und Regina, der Ehefrau Kilian Werbings zu Brietzen auf der einen Seite und Moritz Schönow, Doktor und Domherr in Magdeburg und Albrecht Schönow auf Gollin auf der anderen Seite. 1489 wurden die Brüder Christoph, Georg, Nickel, Typrand und Bernd v. Queis gemeinsam mit Groß und Klein Schauen belehnt. Doch bereits 1487 gehörten die beiden Dörfer den Brüdern Heinrich und Kaspar v. Hobeck.
1546 war der Ort Silberberg (heute ein Wohnplatz der Gemeinde Bad Saarow) angeblich im Besitz der v. Queis auf Groß Schauen. 1553 gehörte er den von der Liepe auf Groß Schauen. Möglicherweise ist das ein Schreibfehler für die v. Quast, die 1546 das Gut Groß Schauen in Besitz hatten.

### Görsdorf b. Storkow
1416 hatten die v. Queis auf Groß Schauen das halbe Dorf Görsdorf b. Storkow inne, die andere Hälfte gehörte den v. Löschebrand. 1494 konnten die v. Queis auch die Hälfte der v. Löschebrand erwerben, und das Dorf bis 1559 behaupten. 1436 hatte ein Cunratt Leschebrandt seinen Wohnsitz in Görsdorf b. Storkow.
In Kummersdorf gehörte der Familie Queis auf Görsdorf 1463 eine Hufe bzw. die Abgaben von dieser Hufe, 1492 die Abgaben von 1½ Hufen bzw. wieder von einer Hufe (1494). 1518 verkaufte Georg v. Queis diesen Anteil an das Amt Storkow.
1486 erneuerte der brandenburgische Markgraf Johann Cicero das Lehen (drei Freihufen) des Hans v. Queis zu Cottbus und seiner Brüder Jorgen, Heinrich und Christoff zu Görsdorf gesessen.
1494 hatten die v. Queis, in Görsdorf b. Storkow gesessen, im Dorf Friedersdorf (heute Ortsteil der Gemeinde Heidesee im Landkreis Dahme-Spreewald) einen kleinen Besitzanteil, die Abgaben von zwei Bauern und zwei Kossäten, den sie von den v. Löschebrand erworben hatten. 1518 hatte Georg v. Queis sogar vier Bauern und zwei Kossäten. 1518 waren neun Seen in der Herrschaft Storkow an den Georg v. Queis verpfändet. 1518 hatte Fritze v. Queis einen Anteil im Dorf Friedersdorf. 1556 gehörte dieser Anteil dem Andreas v. Queis, der ihn in diesem Jahr an das Amt Storkow verkaufte.

### Gut Kolberg
Das Dorf Kolberg war schon vor 1524 bis etwa 1560 im Besitz der Queis. Anscheinend entstand schon vor 1524 ein Wohnhof der Familie im Ort. 1524 und 1539 hatten die Queis auf Kolberg einen Zweihufenbauern in Friedersdorf. Vor 1560 gehörte der Familie Queis auf Kolberg das Dorf Klein-Eichholz, das in diesem Jahr an die v. Bernheim ging.

### Gut Blossin
Das Dorf Blossin gehörte der Familie v. Queis schon 1448. Spätestens bis zum Ende des 15. Jahrhunderts war dort ein Wohnsitz der Familie entstanden, auf dem Heinrich von Queis wohnte.
1528 geriet Heinrich v. Queis mit seinem Schäfer in Streit, der anschließend die Familie des Heinrich misshandelte und Blossin verließ. Anfang des Jahres 1528 trieb er mit Hilfe von einigen Bauern aus dem benachbarten Dolgenbrodt und Friedersdorf die Schafherde des Queis weg. Queis reichte Klage gegen den Schäfer beim Bischof von Lebus und Ratzeburg, Georg v. Blumenthal ein, seinem Lehnsherrn. Dieser befahl dem Amtshauptmann in Storkow dem Queis seine Schafherde wieder zu beschaffen. Der Amtshauptmann kümmerte sich jedoch nicht um den Fall, aus welchem Grund ist nicht bekannt. Daraufhin brannte es in mehreren Dörfer; hinter den Bränden wurde der Schäfer vermutet. Heinrich v. Queis wiederholte nun seine Klage beim Bischof. Der Bischof gab erneut den Befehl an seinen Amtshauptmann, dem Queis die Schafe wieder zu beschaffen. Wieder verschleppte der Amtshauptmann den Befehl. Heinrich v. Queis wandte sich daraufhin an den Landvogt der Niederlausitz Heinrich Tunkel von Bernitzko(w). Dieser schrieb nun an den Bischof, dass er sich um die Angelegenheit seines Vasallen doch kümmern möge. Diese Ermahnung durch den Landvogt kam bei Bischof Georg von Blumenthal nicht gut an. Nach einem heftigen Briefwechsel zwischen Bischof und Landvogt verzögerte dieser nun die Sache. Georg von Blumenthal verlangte nun von Heinrich v. Queis, dass dieser persönlich nach Friedersdorf kommen sollte, die Klage gegen den Schäfer vorbringen und der Beklagte sich rechtfertigen könne. Queis lehnte das ab und befürchtete einen Hinterhalt. Nach über einem halben Jahr ohne weiteren Fortschritt in der Sache wandte sich Heinrich v. Queis an Nickel von Minckwitz von Sonnenwalde mit der Bitte um Hilfe. Der zögerte nicht lange, rüstete seine Leute, angeblich etwa 60 Reiter und zog Richtung Fürstenwalde, dem Sitz des Bischofs von Lebus. Unterwegs schloss sich ihm noch Otto v. Schlieben von Baruth an. Außerdem stießen angeblich noch weitere Bewaffnete dazu, so dass bis zu 400 Bewaffnete vor Fürstenwalde ankamen. Durch eine Täuschung gelangten sie in die Stadt. Die Bürger von Fürstenwalde stellten sich dem Trupp entgegen. Auf die Zusicherung Nickel v. Minckwitz', dass ihnen nichts geschehe, denn es gelte nicht Ihnen und der Stadt Fürstenwalde, sondern dem Bischof, gingen sie wieder in ihre Häuser zurück. Bischof Georg v. Blumenthal hatte aber den Tumult in der Stadt mitbekommen und ahnte wohl schon, dass der Überfall ihm galt. Er flüchtete aus dem Bischofspalast und gelangte aus der Stadt. Als die Schar um den Nickel von Minckwitz jedoch den Bischof nicht mehr antrafen plünderten sie den Bischofspalast, die Domkirche und weil die Bürger Fürstenwaldes angeblich den Bischof gewarnt hätten, entgegen der ursprünglichen Zusicherung die Bürgerhäuser der Stadt Fürstenwalde. Mit ihrer Beute zogen sie wieder in das schwer befestigte Schloss Sonnenwalde. Der Vorfall zog nun weitreichende politische Differenzen zwischen Brandenburg und Sachsen nach sich. Im weiteren Verlauf kam ein Prozess in Gange. Nickel v. Minckwitz floh, kam jedoch jahrelang bei ihm wohlwollend gesinnten Standesgenossen unter. Letztendlich musste er sich aber 1534 dem brandenburgischen Kurfürsten und dem Bischof von Lebus unterwerfen und um Verzeihung bitten. Nach Wohlbrück verlor Heinrich v. Queis sein Gut Blossin und lebte noch 1540 in ärmlichen Verhältnissen. Schon vor 1556 war Blossin in den Besitz der v. Lawald übergegangen.

### Gut Golzig
1425 hatte ein Heinrich Qwyes seinen Sitz in Goltz (Golzig, heute Gemeinde Kasel-Golzig).

### Buchholz
1516 erhielt Jorge Queiß das Dorf Buchholz bei Calau (heute abgebaggert) mit Gerichten, Mühlenteichen und einer Schäferei. 1524 war Jacob Queis Hofrichter in Cottbus. In diesem Jahr verkaufte er das Dorf Buchholz als Vormund des noch unmündigen Georg v. Queis, Sohn seines verstorbenen Bruders Georg an die Brüder Seiuert/Seifert, Oswald und Allex von Löben zu Geisendorf gesessen, heute ebenfalls devastiert.

### Cottbus
1486 erneuerte der brandenburgische Markgraf Johann Cicero das Lehen des Hans v. Queis zu Cottbus und seiner Brüder Jorgen, Heinrich und Christoff zu Görsdorf gesessen. 1500 waren die drei Hufen auf den Sohn des Hans, Jacob, übergegangen. In diesem Jahr übertrugen der brandenburgische Kurfürst Joachim und Markgraf Albrecht die drei Freihufen an Friedrich Promnitz, Bürger von Cottbus.

### Einzelbesitzungen bzw. Einzelnennungen in der damaligen Mark Lausitz
Im Kietz bei Beeskow gehörte den v. Queis 1448 das dortige Vorwerk.
1448 verkaufte Friedrich v. Bieberstein das Vorwerk im Kietz bei Storkow an die Familie Queis. Dazu gehörten ein Freihof, ein Werder beim Kietz, ein freier Kahn auf dem Dolgensee (heute Großer Storkower See) zum Fischen, und eine Hufe im Stadtfeld. 1506 hatte die Familie v. Queis gemeinsam mit den Lawenwald (vermutlich richtiger Lawald) das Burglehn Storkow inne.
1465 saß Hans Queis zu Wendischen Rietz (Klein Rietz, Gemeinde Rietz-Neuendorf). Sie behaupten diesen Besitz bis um 1506.
1518 erhielt eine Altarstiftung eines Doctor Queis Kornabgaben aus Wilmersdorf (Ortsteil der Gemeinde Rietz-Neuendorf).
In Selchow (Ortsteil der Stadt Storkow (Mark)) hatten die v. Queis 1489 die Abgaben vom Richter und drei Bauern. 1518 hatte Georg v. Queis die Abgaben von einem dortigen Zweihufenbauern.
In Streganz hatten die Queis 1506 die Abgaben von einem Vierhufenbauern und 5 Kossäten. 1518 hatte Fritz v. Queis eine freie Schäferei und 5 Bauern mit acht Hufen, die ihm zinsten. 1524 gehörten den v. Queis zwei Hüfner und zwei Kossäten, und 1539 ein Zweihüfner und ein Kossäte.

### Land Dahme
In Rosenthal (Ortsteil der Stadt Dahme/Mark), Ihlow und Hohenseefeld im Land Dahme, damals bereits meist Amt Dahme genannt, hatte Heinrich v. Queis von 1522 bis 1549 kleinere Besitzanteile.

### Ostpreußen
In Ostpreußen und Westpreußen hatten die v. Queis die Rittergüter bzw. Besitz in:
- Adamsheide/Abelino (Kreis Darkehmen (Angerapp)/Oblast Kaliningrad),
- Babken/Babki (Kreis Goldap/Woiwodschaft Ermland-Masuren),
- Bammeln (Kreis Friedland/Bartenstein (Ostpr.)/Oblast Kaliningrad) (1797),
- Baumgarten/Ogródki (Kreis Rastenburg/Woiwodschaft Ermland-Masuren),
- Bielkenfeld/Iwanowka (Kreis Labiau/Oblast  Kaliningrad),
- Klein Blaustein/Sińczyk-Leśniczówka (Kreis Rastenburg/Woiwodschaft Ermland-Masuren),
- Ganthen/Gant (Kreis Sensburg/Woiwodschaft Ermland-Masuren),
- Glubenstein/Głobie (Kreis Rastenburg/Woiwodschaft Ermland-Masuren),
- Kamiontken/Kamionka (Kreis Neidenburg/Woiwodschaft Ermland-Masuren),
- Karben/Prigorkino (Kreis Heiligenbeil/Oblast Kaliningrad),
- Kinnwangen/Kinwągi (Kreis Friedland/Bartenstein (Ostpr.)/Woiwodschaft Ermland-Masuren),
- Lackmedien/Dębiany (Kreis Friedland/Bartenstein (Ostpr.)/Woiwodschaft Ermland-Masuren) (1727, 1752),
- Lubiau (?) (1727),
- Mahrau/Morzewko (Kreis Mohrungen/Woiwodschaft Ermland-Masuren),
- Maraunen/Moruny (Kreis Rastenburg/Woiwodschaft Ermland-Masuren) (1752),
- Pillwen/Pilwa (Kreis Preußisch Eylau/Woiwodschaft Ermland-Masuren),
- Prothainen/Protajny (Kreis Elbing/Woiwodschaft Pommern),
- Radnicken/Rodniki (Kreis Fischhausen/Samland/Oblast Kaliningrad),
- Ripplack (?) (Kreis Angerburg/Woiwodschaft Ermland-Masuren),
- Rohrlack (?),
- Roschenen/Rusajny (Kreis Friedland/Bartenstein (Ostpr.)/Woiwodschaft Ermland-Masuren),
- Schatten/Szaty Wielkie (Kreis Rastenburg/Woiwodschaft Ermland-Masuren) (1712),
- Schützen (?) (Kreis Bartenstein (Ostpr.)/Woiwodschaft Ermland-Masuren) (1752, 1784),
- Sonnenberg (?) (Kreis Bartenstein (Ostpr.)/Woiwodschaft Ermland-Masuren),
- Sporgeln/Spurgle  (Kreis Friedland/Bartenstein (Ostpr.)/Woiwodschaft Ermland-Masuren),
- Stettenbruch/Szczeciniak (Kreis Rastenburg/Woiwodschaft Ermland-Masuren) (1674),
- Thurau/Turowo (Kreis Neidenburg/Woiwodschaft Ermland-Masuren),
- Klein Tromnau/Trumiejki (Kreis Rosenberg in Westpreußen/Woiwodschaft Pommern),
- Wangritten/Węgoryty (Landkreis Friedland/Bartenstein (Ostpr.)/Woiwodschaft Ermland-Masuren) (1727, 1752),
- Wehlack/Skierki (Kreis Rastenburg/Woiwodschaft Ermland-Masuren) (1670, 1753),
- Woopen/Tscherjomuchowo (Landkreis Friedland/Bartenstein (Ostpr.)/Oblast Kaliningrad), und
- Wossau/Osewo (Kreis Rastenburg/Woiwodschaft Ermland-Masuren) (1752, 1805).[31][32][33]

### Nicht verifizierter Besitz
Angeblichen Besitz der Queis in Dissen (Ortsteil der Gemeinde Dissen-Striesow, Landkreis Spree-Neiße) konnte anhand des Historischen Ortslexikons der Niederlausitz nicht verifiziert werden. Sauen dürfte eine Verschreibung für Groß Schauen sein, da hier die v. Queis einen Rittersitz hatten. Auch der angebliche Besitz in Stahnsdorf (Lkr. Potsdam-Mittelmark, Brandenburg) beruht auf einem Irrtum. Bereits vor 1435 waren die v. Hake mit Stahnsdorf belehnt, die diesen Besitz bis 1872 behaupten konnten. Allerdings erwähnt Wohlbrück, dass Hans v. Queis von 1450 bis 1490 Besitzer von (Alt-)Stahnsdorf (heute Ortsteil der Stadt Storkow (Mark)) war. Das Historische Ortslexikon gibt dagegen für die fragliche Zeit die Familie v. Milow als Besitzer von Alt Stahnsdorf mit der Mühle an.

### Sonstige Nennungen
1513 nahm der brandenburgische Kurfürst Joachim I. den Georg v. Queiß als Hofmeister an.
1587 erhielt ein Niklas von Queiß vom damaligen Administrator des Herzogtums Preußen, Georg Friedrich I. von Brandenburg-Ansbach-Kulmbach, ein Attest über seine adlige Herkunft und seinen adligen Namen zum Zweck der Erbeslegitimation.
1741 nahm der preußische König Friedrich II. die Freimaurerloge in Berlin in Schutz; unter den Mitgliedern war auch ein v. Queist.
Bei der Erbhuldigung 1840 in Königsberg (Preußen) erhielt der Generallandschaftssyndikus v. Queiß den Roten Adlerorden 4. Klasse.

## Wappen
Es sind mehrere Wappenvariationen bekannt. Die v. Queis in den Herrschaften Beeskow und Storkow führten folgendes Wappen:
Im Schild in Silber drei rote Querbalken, begleitet von zehn schwarzen (oder roten) Straußenfedern, über dem ersten Querbalkenbefinden sich vier, über dem zweiten drei, über dem dritten zwei und unter dem dritten eine kleine rote Straußenfeder. Alle sind nach links gebogen. Der Helm ist gekrönt mit einer dreiteiligen, oben und an jeder Seite mit 3 grünen Blättern versehenen Staude (oder drei lange, spitze grüne Blätter) zwischen zwei weißen mit drei roten Balken belegten Büffelhörnern, die auf der Außenseite je mit fünf abwechselnd roten und weißen Straußenfedern besteckt sind. Die Decken sind rot und weiß.
Der Schild in Blau mit zehn weißen Straußenfedern in vier Reihen (oben 4, dann 3, dann 2 und unten 1). Der Helm mit zwei blauen Büffelhörnern, die Decken in Blau und Silber. In einem Siegel des Heinrich Queis von 1528 sind die Straußenfedern durch zehn Mauersteine ersetzt, und in einem Siegel des Andreas Queis von 1553 sind die Straußenfedern zehn Blätter.

## Namensträger
- Erhard von Queis (* um 1490 in Storkow (Niederlausitz); † 10. September 1529 in Preußisch Holland) war Bischof von Pomesanien. Er gilt als einer der Proponenten der Reformation in Preußen.[39]
- Ehrhard von Queis (1804–1867), preußischer Verwaltungsjurist und Landrat im Kreis Rastenburg (1856–1867)
- Julius von Queis (* 22. Januar 1839 in Wossau; † 14. Mai 1909 in Allenstein) war Rittergutsbesitzer und Mitglied des Deutschen Reichstags.
- Julius Dietrich von Queis (* 1705; † 11. Dezember 1769 in Stettin) war ein königlich-preußischer Generalmajor und Ritter des Ordens Pour le Mérite. 1757 war er Kommandeur des Musketierbataillon Queiß,[40] 1761 kommandierte er die Schwadron Queiß.[41]
- Dyprand von Queis, deutscher Verwaltungswissenschaftler
- Dietrich von Queis (* 1943), langjähriger Leiter der hochschuldidaktischen und wissenschaftlichen Weiterbildung an der Helmut Schmidt Universität / Universität der Bundeswehr Hamburg

## Belege